# Однохвостки
Однохво́стки (лат. Monura) — подотряд вымерших бескрылых насекомых из отряда древнечелюстных (Archaeognatha).
Однохвостки имели длинный непарный придаток на конце брюшка (отсюда название) и крупные максиллярные щупики. Для представителей отряда характерно 10 полных брюшных сегментов с парными придатками. Придатки (церки) на 11-м сегменте брюшка отсутствовали или были лишь рудиментарными. Крупнейшие представители могли достигать 30 и более мм в длину, не считая длины непарного придатка (филамента).
Остатки однохвосток обнаружены в отложениях: верхнего карбона Европы и Северной Америки (Франция, штаты Нью-Мексико и Иллинойс США), перми Северной Америки и Азии (штат Канзас США, Кузнецкий бассейн России) и среднего триаса Европы (Германия, Швейцария).

## Классификация
По данным сайта Paleobiology Database, на июль 2020 года в подотряд включают одно вымершее семейство с одним родом:
- Семейство Dasyleptidae Sharov, 1957
  - Род Dasyleptus Brongniart, 1885 [syn. Lepidodasypus Durden, 1978] — 7 видов